# Nerthra usingeri
Nerthra usingeri är en insektsart som beskrevs av Todd 1954. Nerthra usingeri ingår i släktet Nerthra och familjen Gelastocoridae. Inga underarter finns listade i Catalogue of Life.